# 和你握手
《和你握手》（日語：あなたと握手），日本女性創作歌手aiko的第10張單曲。2002年4月24日發行。

## 簡介
前作《祝你晚安》約5個月之後發行。
被用作森永乳業飲料「Lactoferrin Yogurt」的電視廣告歌曲。

## 收錄曲目
1. 和你握手（あなたと握手）
  - 森永乳業「Lactoferrin Yogurt」的電視廣告歌曲
2. Go-Go Machine（ゴーゴーマシン）
3. 圓點襯衫（水玉シャツ）
4. 和你握手（insturumental）

全 作詞、作曲：AIKO；編曲：島田昌典　

## 外部連結
- 唱片介紹